# Briolf
Briolf es un despoblado del municipio español de Sant Miquel de Campmajor, perteneciente a la provincia de Gerona, en la comunidad autónoma de Cataluña.

## Historia
Hacia mediados del siglo XIX, el lugar, descrito como una aldea, tenía contabilizada una población de 28 habitantes. Aparece descrito en el cuarto volumen del Diccionario geográfico-estadístico-histórico de España y sus posesiones de Ultramar de Pascual Madoz de la siguiente manera:

BRIOLF: ald. de la prov. y dióc. de Gerona (4 1/2 leg.), part. jud. de Olot (2), aud. terr. y c. g. de Barcelona (18): sit. en medio de dos montañas, su clima es templado y sano: tiene 6 casas y una igl. parr. (San Esteban), servida por un cura: confina el térm. N. Seriña; E. Juiña; S. San Miguel de Campmajor y O. Torn; se estiende 1/2 leg. en todas direcciones: El terreno es montañoso, bastante fértil y le baña un pequeño r. llamado Ser que desagua en el Fluvia; caminos, uno que dirige á Olot, en mal estado: el correo se recibe de la cabeza del part. prod.: trigo, centeno, mijo, fajol, maiz, patatas, habas, garbanzos y judias; cria ganado lanar, cabrio, y un poco de vacuno: hay caza de perdices, conejos y liebres y pesca de barbos. pobl. 6 vec. 28 alm. cap. prod. 278,000 rs. imp.: 6,950.
Madoz, 1846, p. 450)

En 2022, la entidad singular de población, perteneciente al municipio de Sant Miquel de Campmajor, tenía empadronado 1 habitante, si bien la localidad habría quedado despoblada a mediados del siglo XX.

## Patrimonio
En el lugar hay una iglesia bajo la advocación de San Esteban.